# Chenjiagou
Chenjiagou (chinês: 陈家沟, pinyin: Chénjiāgōu, lit. "vale da família Chen") é considerado um dos locais de nascimento do Taijiquan. Durante séculos, grandes mestres de Taijiquan têm nascido em Chenjiagou. Praticantes famosos, tais como Yang Luchan, chegaram a treinar nesta aldeia. Hoje, Chenjiagou tornou-se um lugar de peregrinação para os seguidores desta arte marcial.

## Geografia

### Localização
A aldeia está localizada no norte da China, na província de Henan, às margens do rio Amarelo. Situada na colina de Qingfeng, ao leste do condado de Wenxian, margeando o rio Amarelo ao sul e as montanhas Taihang Shan ao norte, está localizada a 5 km de Jiaozuo (焦作, pinyin: Jiāozuò). Em 2005, a população desta aldeia agrícola atingiu 3 000 habitantes, aproximadamente.

## História
De acordo com uma hipótese formulada por historiadores como Tang Hao, Chenjiagou seria o local de nascimento do Taijiquan. Originalmente, esta vila chamava-se Changyang. Ele mudou o seu nome depois que um nativo de Zezhou, Chen Bu, mudou-se para lá com sua família no final do século XIV (tanto que quase todos os habitantes da vila são seus descendentes). Foi renomeada, portanto, a partir do sobrenome Chen. A família Chen, portadora do legado do estilo Chen por mais de quatrocentos anos, continua a ensinar Taijiquan em Chenjiagou.

### Época contemporânea
Chenjiagou, como a China rural em seu todo, sofreu muito com a revolução cultural. Antes da revolução cultural, a vila abrigava muitas belas casas, templos budistas e estátuas. A revolução cultural forçou os proprietários a venderem as suas propriedades e o templos foram transformados em escola. Na década de 1960, a situação econômica chegou a tal ponto que os moradores passaram fome. Hoje, é uma aldeia pobre, povoada principalmente por agricultores, proprietários de pequenas parcelas de terra. Eles cultivam trigo, milho, soja e batata-doce. Depois de terem usado seus produtos para o seu próprio consumo, eles vendem o excedente para comprar especiarias, fertilizantes e outros produtos de primeira necessidade. 

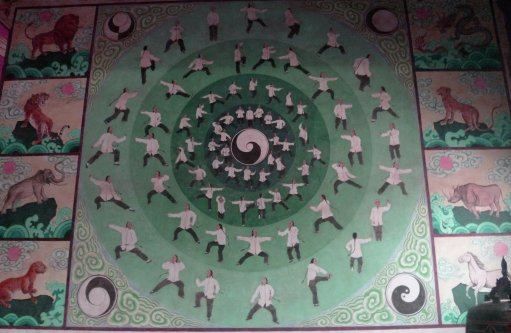
Painel ilustrativo do estilo Chen de Taijiquan, em Chenjiagou.

Para além da agricultura, o ensino do Taijiquan é a sua única fonte potencial de renda. A partir da década de 1980, os primeiros praticantes estrangeiros começaram a aparecer em Chenjiagou. Primeiro, foram os japoneses em busca do berço do Taijiquan. Desde então, a vila tornou-se um lugar de peregrinação para os seguidores do Taijiquan de todo o mundo. Deste modo, quatro escolas, dirigidas pelos mestres, acolhem estudantes estrangeiros e chineses. A formação para alunos não-chineses tem sido adaptada e menos difícil. Os preços dos cursos são também mais caros para os estrangeiros do que para os chineses. No entanto, a localização de Chenjiagou, distante de grandes centros, torna a viagem difícil. Por causa disso, de acordo com o mestre Chen Xiaowang, anualmente, apenas cerca de vinte estudantes estrangeiros dirigem-se para Chenjiagou e, mesmo assim, para ficar por um período muito curto.
A fama do Taijiquan de Chenjiagou movimenta uma forte economia de turismo. Um provérbio afirma que "uma vez que se bebe da água de Chenjiagou, você será capaz de praticar um ou dois movimentos de boxe na sombra" ("He he chen guo sui, dou hui qiao qiao tui"). Dada a sua história, a aldeia abriga um museu de artes marciais de Chenjiagou. Em frente a este edifício foi erguida uma estátua de bronze de Chen Wangting, considerado o fundador do Taijiquan estilo Chen. Lápides contendo informações sobre alguns dos mestres de Taijiquan também se encontram no cemitério da vila, como sinal de reverência.
A partir de 1992, desde a inauguração do Centro Internacional de Wushu de Chenjiagou, as primeiras reuniões internacionais de Taijiquan foram organizadas no coração do vilarejo de Chenjiagou. Em face do sucesso destes eventos, essas reuniões vêm ocorrendo regularmente, desde 2000, na cidade vizinha de Jiaozuo, maior e mais moderna. Em 2009, 3 050 atletas de escolas dirigidas pelos maiores mestres e originários de mais de 38 países foram competir Jiaozuo.

### Personalidades famosas
O Taijiquan manteve-se no seio da família Chen (tradicionalmente ensinada apenas para o filho mais velho e para a enteada). Muitos mestres do estilo Chen, portanto, têm origem em Chenjiagou. No entanto, outros profissionais tornaram-se famosos particularmente por terem estado na vila para se aperfeiçoarem.

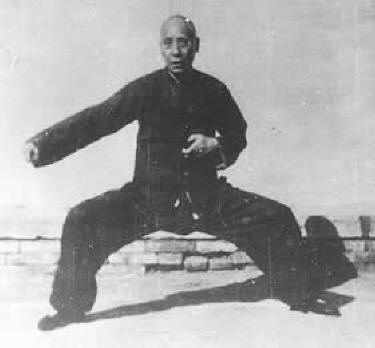
Chen Fake, mestre do estilo Chen de Taijiquan.

- Chen Fake, mestre do estilo Chen de Taijiquan.Chen Changxing (1771–1853) foi quem expandiu o ensino do Taijiquan para além da família Chen (ele foi o mestre de Yang Luchan);[10]
- Yang Luchan (1799–1872), fundador do estilo da família Yang, que estudou a arte do punho de Chen Changxing durante a sua estada na aldeia;[11]
- Chen Fake (1887–1957), neto de Chen Changxing, que introduziu o estilo Chen em Pequim ao abrir uma escola acessível a todos;[12]
- Chen Pinsan (ou Chen Xin) (1849–1929), nascido em Chenjiagou, autor do Taiji quan Tushuo (traduzido para o inglês como The illustrated canon of Chen family), em que descreve as bases teóricas do estilo Chen;[13]
- Chen Zhaopi (1893–1972), nascido em Chenjiagou, foi aquele que provocou o renascimento do Taijiquan em Chenjiagou;[9]
- Chen Li Qing (1914–2008), nascida em Chenjiagou, primeira mulher a ter alcançado a posição de mestre e a figurar na genealogia da família Chen;[14]
- Wang Xi'an (1944), discípulo de Chen Zhaopi, aquele que criou o Centro Internacional de Wushu de Chenjiagou, hoje dirigida por seu filho, Wang Zhanjun, vencedor de vários torneios de tui shou (推手);[8]
- Chen Xiaowang (1945), sobrinho-neto de Chen Fake, criou uma associação internacional, com escola em Chenjiagou, muito frequentada por estudantes chineses e estrangeiros, a Chen Xiaowang World Taijiquan Association;[15]
- Zhang Dongwu (1970), nasceu em Chenjiagou (Wenxian), foi o primeiro discípulo de Chen Zheng Lei;[16]
- Chen Zheng Lei (1949), professor do centro de Taijiquan em Chenjiagou, treinador nacional de artes marciais, vice-presidente do Instituto de Artes Marciais da Província de Henan e membro do comitê técnico da Associação Nacional de Artes Marciais Chinesas;[17]
- Chen Peishan (1962), nasceu em Chenjiagou, um dos descendentes da família Chen a praticar o pequeno estilo (xiao jia), cuja difusão para fora da aldeia é recente.[18]